# Новий Кієват
Новий Кієва́т (рос. Новый Киеват) — село у складі Шуришкарського району Ямало-Ненецького автономного округу Тюменської області, Росія. Входить до складу Мужівського сільського поселення.
Населення — 25 осіб (2010, 39 у 2002).
Національний склад станом на 2002 рік: ханти — 33 %.